# 시미타고양이
시미타고양이(Scimitar cat, 학명: Homotherium)는 약 300백만 ~ 50만년 전 신생대에 북아메리카, 남아메리카, 유라시아 등 북반구 대부분과 아프리카에 서식했던 마카이로두스아과에 속하는 검치호랑이의 한 속이다. 체구는 사자 정도 크기로, 검치화에 따른 여러 특징들이 두개골에 나타난다. 전신골격은 전체적으로 다리가 길어 날렵하지만 앞다리가 뒷다리보다 길어서 하이에나처럼 등이 기울었다.
아프리카의 시미타고양이는 약 150만년 전에, 유라시아에서는 약 3만년 전에 멸종당했다. 최후의 시미타고양이는 10000년 전 북아메리카에 살았다.

## 같이 보기
- 스밀로돈
- 검치호랑이